# Softhouse-seal
softhouse-seal（ソフトハウスシール）は、株式会社アンノックアウトが運営する日本のアダルトゲームブランドである。
本項では、フルプライスブランドのsofthouse-seal GRANDEE（ソフトハウスシール・グランデ）とサブブランドのAnime-seal（アニメシール）、Devil-seal（デビルシール）及び姉妹ブランドのRe:verse（リバース）についても解説する。

## 概要
2004年に携帯電話専用美少女アプリゲーム開発集団として結成され、2006年にPC向けの低価格タイトルへ進出。こうした経緯により、携帯電話をデザインしたロゴを使用している。2010年にはフルプライスブランド・GRANDEEを設立した。
低価格版タイトルのリリースに際してはパッケージ（CD-ROM）とダウンロード販売を併用している。上記の設立経緯により、DLsite.comなど一部のデジ同人ショップではGRANDEE発売のフルプライス作品を除いて現在も企業でなく同人サークル扱いで登録されているが、DMM.R18の二次元ストアでは商業・同人の両方のカテゴリで登録されているなどショップにより扱いが異なっている。また、一部のタイトルはAndroid・iPhone用アプリとして自社移植されている。

### 各ブランドの傾向
基幹ブランド・softhouse-sealが携帯アプリからPC向けに進出した当初は強姦や触手責めを主題にしたハードな内容のタイトルが多かったが、2008年の後半以降はライトタッチな作風へ転換しギャグ・コメディ色の強いタイトルが中心となっている。また、タイトルに他作品のパロディを多用する点も大きな特徴である。この傾向はフルプライスブランド・GRANDEEでも同様であり、GRANDEEで発売されるタイトルは全てストーリー面やシチュエーションなど何らかの形でsealの低価格タイトルとの共通項を有している。
サブブランド・Anime-sealは「お待たせ! 淫すたんと」で初めて使用されたサブブランドで、第2作「全自動中出しルームへようこそ!」よりサイトが分割された。選択肢を排除（有っても冒頭でヒロインを選択するのみなどのシンプルな構成に）したデジタルノベル形式を採るムービー集的なタイトルに使用される。
Devil-sealは「肛虐の騎士ミレス」で初めて使用されたサブブランドで、第2作「彼の為に出来ること」よりサイトが分割された。鬼畜・陵辱色の強いタイトルや寝取られを題材にしたタイトルに使用される。
Re:verseは2007年から2008年にかけて活動していた姉妹ブランドで、主人公が透明化・時間停止などの特殊な能力を手に入れるシチュエーションや家族愛を題材にしたタイトルに使用されていた。2012年にパック販売された「seal Best collection 3」は「seal vs. Re:verse」と銘打たれ、Re:verseの全5タイトル中「Rapest」シリーズ2タイトルが収録されている。

## 沿革
- 2004年7月 - エロアニメアプリにsofthouse-seal名義の第1弾タイトル「キロノコトノハ」を提供する。
- 2004年9月 - softhouse-sealの公式サイトをオープン。
- 2004年12月 - 有料アプリ第1弾「モラトリアム」の配信を開始。
- 2006年8月 - 携帯アプリの移植タイトル「聖凌学園レイプ同好会」でPC用アダルトゲーム開発に進出する。
- 2007年 - 姉妹ブランド・Re:verseを立ち上げる。
- 2009年 - 同人サークルより正式に株式会社アンノックアウトを設立しブランドとなる、サブブランド・Devil-sealとAnime-sealが発足。
- 2010年 - フルプライスブランド・softhouse-seal GRANDEEを立ち上げる。公式サイト内でインターネットラジオ「のらじ」放送開始。
- 2011年 - Android用アプリの移植・開発をスタート。
- 2013年 - 新フルプライスブランド・seal-QUALIAを立ち上げる。
- 2015年 - 姉妹ブランド・SAMOYED SMILEを立ち上げる。
- 2015年 - 実用性重視のブランド・seal-tutuを立ち上げる。

## PCゲームタイトル一覧
ジャンルは特に注記の無い限りアドベンチャーまたはノベルゲーム。2006年から2010年に発売されたタイトルはコンテンツ・ソフト協同組合（CSA）の、2011年以降に発売されたタイトルは映像倫理機構の審査を受けている。
ダイジェスト版「sealの缶詰 汁缶一発目」やパック販売の収録タイトルに関する詳細はseal Best collectionを参照。
| 発売日 | 発売日   | タイトル                                                                                  | ブランド               | 備考                                 |
| ------ | -------- | ----------------------------------------------------------------------------------------- | ---------------------- | ------------------------------------ |
| 2006年 | 8月6日   | 聖凌学園レイプ同好会                                                                      | softhouse-seal         | 携帯アプリの移植版                   |
| 2006年 | 12月22日 | H×H×H＝始まりはHから 〜大好きだから、大嫌いっ!〜                                          | softhouse-seal         |                                      |
| 2007年 | 3月23日  | 性春☆ダイナマイトっ!! 〜イケない放課後〜                                                  | softhouse-seal         |                                      |
| 2007年 | 8月24日  | キリエ・エレイソンPCDX -今宵は触手で孕ませNIGHT-                                          | softhouse-seal         | 携帯アプリのリメイク                 |
| 2007年 | 10月26日 | The World of Rapest                                                                       | Re:verse               |                                      |
| 2008年 | 1月25日  | おねだり☆Princess 〜Hのお勉強=摩って擦って擦って摩って〜                                  | softhouse-seal         |                                      |
| 2008年 | 2月22日  | Master Of Erotology 〜先っちょが精イッパイ〜                                              | Re:verse               |                                      |
| 2008年 | 4月25日  | sealの缶詰 汁缶一発目                                                                     | softhouse-seal         | ダイジェスト版、ダウンロード販売のみ |
| 2008年 | 5月30日  | Seal Best collection                                                                      | softhouse-seal         | パック販売                           |
| 2008年 | 6月20日  | 昼はアイドル、夜は愛奴隷! 〜今夜のマイクはあなたの性器〜                                  | softhouse-seal         |                                      |
| 2008年 | 7月18日  | 義理☆ギリしすたぁ〜ず                                                                     | Re:verse               |                                      |
| 2008年 | 8月22日  | 嗚呼、素晴らしき孕ま世界                                                                  | softhouse-seal         | 自由性行為許可証シリーズ             |
| 2008年 | 9月19日  | めたもるふぉ〜ぜ 〜変容! 変身!! 大変態っ!?〜                                              | Re:verse               |                                      |
| 2008年 | 10月24日 | Mr.Invisible -Legend of Rapest-                                                           | Re:verse               |                                      |
| 2008年 | 11月21日 | ももいろ☆ぷらねっと -この惑星の住人はエロすぎて…俺の体はもうもたないッ!!-                 | softhouse-seal         |                                      |
| 2008年 | 12月5日  | 借金バニーの中出し繁盛記                                                                  | softhouse-seal         | 企画・制作：劇団近未来               |
| 2009年 | 1月25日  | ぜったい中出し警報! -中出ししないと人類滅亡!?-                                            | softhouse-seal         |                                      |
| 2009年 | 2月20日  | 肛虐の騎士ミレス -忘却の果て、淫触受胎-                                                   | Devil-seal             |                                      |
| 2009年 | 3月27日  | サイレン鳴ったら、2秒でえっち!?                                                           | softhouse-seal         |                                      |
| 2009年 | 4月24日  | ラッキー☆バード -エッチな幸運…これってホントにラッキーか!?-                               | softhouse-seal         |                                      |
| 2009年 | 6月19日  | ライブ ア ライフ -天沢裕樹のセクシャル実況ライフ!?-                                       | softhouse-seal         |                                      |
| 2009年 | 7月10日  | 女子校生真菜の中出しGAME                                                                  | softhouse-seal         | 企画・制作：劇団近未来               |
| 2009年 | 7月24日  | 轟け性紀の大発明 愛と怒りと悲しみの秘密結社第二科学部                                     | softhouse-seal         |                                      |
| 2009年 | 8月21日  | 絶対絶倫コンテスト 世界にひとつだけのマラ♪                                                | softhouse-seal         |                                      |
| 2009年 | 9月11日  | お待たせ! 淫すたんと 〜あなたは誰を召しあがる?〜                                          | Anime-seal             |                                      |
| 2009年 | 9月25日  | 精液をかけられる少女 〜犯り捨て御免!? 精液で記憶を消す男〜                                | softhouse-seal         |                                      |
| 2009年 | 10月9日  | マネジ! ヤリます!! 〜汗と白濁のグラウンド2009〜                                           | softhouse-seal         | 企画・制作：劇団近未来               |
| 2009年 | 10月23日 | Hしたい娘を見つけた時の××裁判 〜俺の性欲、君の子宮に届け〜                                | softhouse-seal         |                                      |
| 2009年 | 11月20日 | 正しい子作りを知らぬ未来人の輪舞                                                          | softhouse-seal         |                                      |
| 2009年 | 12月25日 | ようこそ♪セールア学園中出しフェスティバル                                                 | softhouse-seal         |                                      |
| 2010年 | 1月29日  | 姉孕プリンセス                                                                            | softhouse-seal         |                                      |
| 2010年 | 2月26日  | 中出し鬼 -無人島で犯しあい-                                                               | softhouse-seal         |                                      |
| 2010年 | 3月26日  | ママは女子校生                                                                            | softhouse-seal         |                                      |
| 2010年 | 4月23日  | 大乱交!! ザーメンシスターズ -まわりまわって輪されて-                                      | softhouse-seal         |                                      |
| 2010年 | 5月28日  | ぜったい遵守☆強制子作り許可証!!                                                           | softhouse-seal GRANDEE | 自由性行為許可証シリーズ             |
| 2010年 | 5月28日  | 大好きなご主人様にHなご奉仕しちゃうメイド喫茶の淫らな雇われメイド達                       | softhouse-seal         | 育成SLG                              |
| 2010年 | 6月25日  | 感染って発情アクメ菌! -精にまみれた女学園-                                                | softhouse-seal         |                                      |
| 2010年 | 7月9日   | 女子肛校生放課後アナルクラブ 〜私のお尻を好きにして♪〜                                    | softhouse-seal         | 企画・制作：劇団近未来               |
| 2010年 | 7月23日  | あの娘の処女は俺のもの -錬金術であの娘の子宮に精液注入♪-                                  | softhouse-seal         | 育成SLG                              |
| 2010年 | 8月6日   | 全自動強制中出しルームへようこそ! -相良家三姉妹の楽しいセックスライフ-                    | Anime-seal             |                                      |
| 2010年 | 8月27日  | おっぱい戦争 -巨乳VS貧乳-                                                                 | softhouse-seal         |                                      |
| 2010年 | 10月22日 | 中出しスパイの挿入捜査 -子宮の平和は俺が守る!-                                            | softhouse-seal         |                                      |
| 2010年 | 11月19日 | 孕ませ修学旅行 〜そうだ、子作りに行こう〜                                                 | softhouse-seal         |                                      |
| 2010年 | 12月24日 | 孕まサンタの中出しメリークリスマス!!                                                      | softhouse-seal         |                                      |
| 2011年 | 1月21日  | 姉と妹をいいなりにする10の戒律 〜法も姉妹も犯しつくせ!〜                                  | softhouse-seal         | 本作より映像倫審査                   |
| 2011年 | 2月25日  | 子作り妖怪H変化 〜乙女を犯す憑依合体〜                                                    | softhouse-seal         |                                      |
| 2011年 | 3月31日  | ぜったい絶頂☆性器の大発明!! ─処女を狙う学園道具多発エロ─                                  | softhouse-seal GRANDEE | 「轟け性紀の大発明」の続編           |
| 2011年 | 4月22日  | ヤンデレ彼女のHなせまり方                                                                 | softhouse-seal         |                                      |
| 2011年 | 5月27日  | 変態勇者の中出し英雄記                                                                    | softhouse-seal         | RPG                                  |
| 2011年 | 6月10日  | 少女は真夏に海岸で                                                                        | softhouse-seal         | 企画・制作：劇団近未来               |
| 2011年 | 6月24日  | お姉ちゃんエロエロ注意報 〜愛液の大洪水〜                                                 | softhouse-seal         |                                      |
| 2011年 | 7月15日  | 孕ま世界 The movie 〜毎日が子作り曜日〜                                                   | Anime-seal             | 自由性行為許可証シリーズ             |
| 2011年 | 7月29日  | 彼の為に出来ること                                                                        | Devil-seal             |                                      |
| 2011年 | 8月5日   | だらしなくてエッチなお姉さんが転がり込んできた。どうする!?                                | softhouse-seal         | 企画・制作：劇団近未来               |
| 2011年 | 8月25日  | 中出し孕ませ新薬調査                                                                      | softhouse-seal         |                                      |
| 2011年 | 9月2日   | 催眠淫行 〜もう一人の淫らな私〜                                                           | Devil-seal             | 初のAndroid版・PC版同時発売タイトル  |
| 2011年 | 9月22日  | 発情退散! 中出しお孕い除霊性活                                                            | softhouse-seal         |                                      |
| 2011年 | 9月30日  | seal BEST collection2 -エロいっぱいの真心ギフト これでいつでもH三昧!!-                    | softhouse-seal         | パック販売                           |
| 2011年 | 10月7日  | マネジ! キメます!! 〜絶頂ナインと駆け抜ける性春2011〜                                     | softhouse-seal         | 企画・制作：劇団近未来               |
| 2011年 | 10月21日 | 淫欲操作 〜密室での性欲実験〜                                                             | Devil-seal             |                                      |
| 2011年 | 11月25日 | 学園迷宮エロはぷにんぐ! 〜イクぜ！性技のダンジョン攻略〜                                  | softhouse-seal         | RPG                                  |
| 2011年 | 12月9日  | 淫刻の虜姫 〜囚われた没落の姫姉妹、淫教の果てに〜                                         | Devil-seal             | 調教SLG                              |
| 2011年 | 12月22日 | 世にも気持ちいい学園の快談 〜オバケになってあの娘に仕返し!〜                              | softhouse-seal         |                                      |
| 2012年 | 1月27日  | 華麗に悩殺♪ くのいちがイク! 〜桃色ハレンチ忍法帳〜                                        | softhouse-seal         | 横スクロールアクション               |
| 2012年 | 2月10日  | 獣ノ躾 〜本能と理性の狭間で悶えるケモノ〜                                                 | Devil-seal             | 調教SLG                              |
| 2012年 | 2月24日  | セーエキ! ぶっかけ牧場! 〜お汁いっぱい、精霊達をHに飼イク!〜                              | softhouse-seal         | 育成SLG                              |
| 2012年 | 3月9日   | ピチふぇち! だぶる!! 〜競泳姉妹と中出し孕ませにゅるにゅるデート♪〜                        | softhouse-seal         | 企画・制作：劇団近未来               |
| 2012年 | 3月23日  | ぜったい猟域☆セックス・ロワイアル!! 〜無人島犯し合いバトル〜                              | softhouse-seal GRANDEE | 「中出し鬼」のリメイク               |
| 2012年 | 4月20日  | 繁触学園 〜少女達を餌に繁触が始まる〜                                                     | Devil-seal             |                                      |
| 2012年 | 5月25日  | 冬馬小次郎の探偵FILE 〜オペラ座の怪人殺人事件〜                                           | softhouse-seal         |                                      |
| 2012年 | 6月22日  | 寝取られ彼女 〜義父の肉棒を咥え込む、愛する俺の彼女〜                                     | Devil-seal             |                                      |
| 2012年 | 6月29日  | seal BEST collection3 seal vs. Re:verse -俺よりエロい奴に会いに行く…-                     | softhouse-seal         | パック販売                           |
| 2012年 | 7月6日   | 冬馬小次郎の探偵FILE2 〜聖黒樺学園殺人事件〜                                              | softhouse-seal         |                                      |
| 2012年 | 7月20日  | 脱がして犯して淫力吸しゅ〜!                                                               | softhouse-seal         | シューティング                       |
| 2012年 | 7月27日  | 魔物っ娘ふぁんたじ〜                                                                      | softhouse-seal         | RPG                                  |
| 2012年 | 8月10日  | 淫らに滅殺! 桃色くノ一忍法帖♪ 〜陵姦将軍の淫棒!?〜                                        | softhouse-seal         | 横スクロールアクション               |
| 2012年 | 8月24日  | 快楽恥帯 -謎の性物に汚された街-                                                           | Devil-seal             |                                      |
| 2012年 | 9月7日   | 魔王様の孕ませ道中記                                                                      | softhouse-seal         | RPG                                  |
| 2012年 | 9月21日  | 女子肛校生男装アナルクラブ 〜僕とお尻でセックスしよう!〜                                  | softhouse-seal         | 企画・制作：劇団近未来               |
| 2012年 | 10月5日  | 性騎士アテナ -メス豚へと堕ちる戦女神-                                                     | Devil-seal             |                                      |
| 2012年 | 10月26日 | ぜったい最胸☆おっぱい戦争!! 〜巨乳王国vs貧乳王国〜                                        | softhouse-seal GRANDEE | 「おっぱい戦争」のリメイク           |
| 2012年 | 11月2日  | 欲情トマランナーズ〜エルメロスは絶頂した〜                                                | softhouse-seal         |                                      |
| 2012年 | 11月2日  | いもうと誘惑えっち 〜ねぇ、お兄ちゃんエッチしよ〜                                         | Anime-seal             | 初のフル3D作品。                     |
| 2012年 | 11月9日  | 姦獄女 ―脱出不可能の淫辱施設―                                                             | Devil-seal             |                                      |
| 2012年 | 12月21日 | 魔法少女ホーリープリンセス!                                                               | Devil-seal             |                                      |
| 2013年 | 1月18日  | 家族崩快 -目の前で奪われていく俺の家族-                                                   | Devil-seal             |                                      |
| 2013年 | 1月25日  | 閉ざされた淫欲の学園                                                                      | Devil-seal             |                                      |
| 2013年 | 2月8日   | くノ一葵、悪ニ堕チル                                                                      | Devil-seal             |                                      |
| 2013年 | 2月15日  | 絶頂成長!魔法少女ハルカ                                                                   | Devil-seal             |                                      |
| 2013年 | 3月8日   | 精神性愛パラフィリア                                                                      | Devil-seal             |                                      |
| 2013年 | 3月22日  | くノ一小夜                                                                                | Anime-seal             |                                      |
| 2013年 | 3月29日  | ぜったい遵守☆強制子作り許可証 ぱらだいす!!〜嗚呼、素晴らしき孕ま世界〜                    | softhouse-seal GRANDEE |                                      |
| 2013年 | 4月5日   | エルフと淫辱の森                                                                          | Devil-seal             |                                      |
| 2013年 | 4月26日  | 淫習村〜淫靡な風習に堕ちる家族〜                                                          | Devil-seal             |                                      |
| 2013年 | 6月28日  | 恥辱の女狩人〜怪物の子なんか、産みたくない〜                                              | Devil-seal             |                                      |
| 2013年 | 6月28日  | 最淫Security SeiCoM                                                                       | softhouse-seal         |                                      |
| 2013年 | 7月26日  | ヤリまん娘〜俺の妹はビチビチビッチ〜                                                      | softhouse-seal         |                                      |
| 2013年 | 7月26日  | 異触の檻〜あんな化け物に孕まされるなんて絶対に嫌っ!!〜                                    | Devil-seal             |                                      |
| 2013年 | 8月16日  | 豚便器 〜醜悪オークに子種を注がれる女子校生〜                                             | Devil-seal             |                                      |
| 2013年 | 8月30日  | ドキドキ☆すりーぴ淫Zzzセックス！〜気になるあの娘に中出し膣開発♪〜                         | softhouse-seal         |                                      |
| 2013年 | 9月13日  | 破瓜の連鎖に捕らわれた処女                                                                | Devil-seal             |                                      |
| 2013年 | 9月27日  | くノ一淫法で極楽昇天♪〜解き放たれたエロエロ忍術!?〜                                       | softhouse-seal         |                                      |
| 2013年 | 10月11日 | 冷淫 〜雨音に混じる少女の嬌声〜                                                           | Devil-seal             |                                      |
| 2013年 | 10月18日 | あね☆しょた!〜キミの精子。カッピカピになるまで吸い続けてあげる♪〜                         | softhouse-seal         |                                      |
| 2013年 | 11月8日  | 膣内の異物-リモコンバイブで強制命令-                                                      | Devil-seal             |                                      |
| 2013年 | 11月22日 | 機械姦でお客様好みの性癖にされる少女                                                      | Anime-seal             |                                      |
| 2013年 | 11月29日 | あまたらすリドルスター                                                                    | seal-QUALIA            |                                      |
| 2013年 | 12月6日  | アヘ顔アクメ中毒-人体改造で狂ってイク私を見ないで-                                        | Devil-seal             |                                      |
| 2013年 | 12月20日 | サドぐるみの町〜タダでJKに生ハメ出来ると思ったら射精しすぎて昏睡状態になった〜            | softhouse-seal         |                                      |
| 2014年 | 1月10日  | クトゥルフ姦話                                                                            | Devil-seal             |                                      |
| 2014年 | 1月24日  | 寝取られ続けた人生                                                                        | Devil-seal             |                                      |
| 2014年 | 2月14日  | 桃郷♪オチン☆ピア!                                                                         | softhouse-seal         |                                      |
| 2014年 | 2月28日  | らぶらぶエルフと子作り新婚性活♪                                                           | Anime-seal             |                                      |
| 2014年 | 3月14日  | 狂艶の館-罠に捕らわる、雌の嬌声-                                                          | Devil-seal             |                                      |
| 2014年 | 3月28日  | ももいろ性癖開放宣言!                                                                     | softhouse-seal GRANDEE |                                      |
| 2014年 | 3月28日  | 魔触少女マナ                                                                              | Devil-seal             |                                      |
| 2014年 | 4月25日  | 神待ち少女はもう帰れない                                                                  | Devil-seal             |                                      |
| 2014年 | 5月30日  | 繁殖きょうしつ〜女子校ハーレムなら何をヤっても許される!?〜                                | softhouse-seal         |                                      |
| 2014年 | 6月13日  | オナフォ〜矯正操作で雌に変えてしまうアプリ〜                                              | Devil-seal             |                                      |
| 2014年 | 6月27日  | 牝・束・縛                                                                                | Devil-seal             |                                      |
| 2014年 | 7月11日  | ビッチ生徒会長のいけないお仕事                                                            | softhouse-seal         |                                      |
| 2014年 | 7月25日  | 便女                                                                                      | Devil-seal             |                                      |
| 2014年 | 8月8日   | ヤンだ私に精液（おくすり）ちょうだい♪                                                     | softhouse-seal         |                                      |
| 2014年 | 8月29日  | ヌキ放題! 学園風俗!!〜小悪魔ビッチと夜の文化祭〜                                          | softhouse-seal         |                                      |
| 2014年 | 8月29日  | 触手の館 〜快楽に捕らわれる女子校生〜                                                     | Devil-seal             |                                      |
| 2014年 | 9月12日  | セックス あ～ん♪ パンツァー                                                               | softhouse-seal         |                                      |
| 2014年 | 9月26日  | 寝取王 -ネトリキング-                                                                     | Devil-seal             |                                      |
| 2014年 | 10月10日 | 蝕宙花 -引き裂かれたプラグスーツ-                                                         | Anime-seal             |                                      |
| 2014年 | 10月31日 | 天精国取りセックス合戦!!                                                                  | softhouse-seal GRANDEE |                                      |
| 2014年 | 10月31日 | 姉妹遊壊                                                                                  | Devil-seal             |                                      |
| 2014年 | 11月14日 | 人妻魔法処女セイント★ティアーズ                                                           | Devil-seal             |                                      |
| 2014年 | 11月28日 | 寄生触手男に寝取られ悶える家族                                                            | Devil-seal             |                                      |
| 2014年 | 12月12日 | あらぶるおっぱいさん                                                                      | softhouse-seal         |                                      |
| 2014年 | 12月26日 | 妹尻                                                                                      | Devil-seal             |                                      |
| 2015年 | 1月30日  | 無法恥態 ～格闘美少女達の淫辱バトル～                                                     | Devil-seal             |                                      |
| 2015年 | 2月13日  | いきなり同棲性活?!                                                                        | softhouse-seal         |                                      |
| 2015年 | 2月20日  | ぬるぬる動く! ふしだらな淫乱ガールズのセックスプレイ動画                                  | softhouse-seal         |                                      |
| 2015年 | 2月27日  | 普通だった俺が調教されてドMになったわけ                                                   | Devil-seal             |                                      |
| 2015年 | 3月13日  | 気取った女に不細工遺伝子を種付けさせろっ!!                                                | Devil-seal             |                                      |
| 2015年 | 3月27日  | ぜったい征服☆学園結社パニャニャンダー!! ～ドピュっと遂行、色欲怪人イタズラ実習エロ作戦!～ | softhouse-seal GRANDEE |                                      |
| 2015年 | 3月27日  | 箱入娘 ～無垢な少女は白濁く染まる～                                                       | Devil-seal             |                                      |
| 2015年 | 4月24日  | 拝啓、今日からビッチになります                                                            | softhouse-seal         |                                      |
| 2015年 | 5月29日  | 堕し屋 ～性悪女共にイキ地獄を味わせろ!～                                                  | Devil-seal             |                                      |
| 2015年 | 6月12日  | 出動!! 変態勇者パンティー仮面!!                                                           | softhouse-seal         |                                      |
| 2015年 | 6月26日  | 蝕悦忍法帖 ～無間絶頂、異種姦地獄～                                                       | Devil-seal             |                                      |
| 2015年 | 7月10日  | 覗き見バイブレーション ～覗いて弄って楽しんで～                                           | softhouse-seal         |                                      |
| 2015年 | 8月28日  | 獣耳魔法少女セリナ ～追ワレ穢サレ家畜ニ堕チル～                                           | Devil-seal             |                                      |
| 2015年 | 10月16日 | JKビッチぱこぱこライフ                                                                    | seal-tutu              |                                      |
| 2015年 | 11月27日 | さみだれグローインアップ!                                                                 | SAMOYED SMILE          |                                      |
| 2016年 | 8月26日  | 発情インフレーション ～気になるあの娘の淫れスイッチ～                                     | seal-tutu              |                                      |
| 2016年 | 11月25日 | ふう☆がくっ ～必修科目は性実技！Ｈな授業でワンツーステップ～                              | seal-tutu              |                                      |
| 2016年 | 12月22日 | ぜったい遵守☆にゅ～こづくりわーるど                                                       | softhouse-seal GRANDEE |                                      |
| 2017年 | 6月23日  | 女子校生がこんなに痴漢好きなわけがない！                                                  | seal-tutu              |                                      |
| 2017年 | 8月8日   | くノ一淫法帖イキ地獄編                                                                    | Devil-seal             |                                      |
| 2017年 | 10月27日 | 異世界風俗始めました！？ ～転生したらハーレム性活が待ってました～                         | seal-tutu              |                                      |
| 2017年 | 11月24日 | 夜巡る、ボクらの迷子教室                                                                  | SAMOYED SMILE          |                                      |
| 2018年 | 5月25日  | イマドキ罵倒るファンタジー ～勇者と魔王の同棲性活～                                       | softhouse-seal GRANDEE |                                      |
| 2018年 | 8月24日  | さえない彼女のエッチの仕方 ～清純な女子大生の淫らな痴態～                                 | softhouse-seal         |                                      |

## 携帯アプリタイトル一覧

### softhouse-seal
2004年
- キロノコトノハ
- といずちぇんじ☆
- キリエ・エレイソン
- 届けこの想い　前編・後編
- snow blood
- モラトリアム

2005年
- 深夜の陵辱2
- 看護婦盗撮隊EAAver
- 聖凌学園レイプ同好会
- 窃視嗜好ノゾキング
- 団地でGO!
- こすぷれ・りありてぃ
- EAA★すたぁず
- S○S×S
- 堕姫
- Little Wish
- 調律 〜2人のメイド〜
- はじめての教習所
- ぷーるさいど
- 外道探偵
- 恋唄

2006年
- らぶ・と〜く
- 金融伝説アオキ
- きつねつき
- A.N.D-Adapt Near Death-　前編・後編
- 魁! YRPドキュモ学園

2007年
- はずかし! 乙女教師 ※乙女ゲーム

2008年
- ツキイロビビット
- ゆきどけ夜想曲
- 僕の手かします! ※BLゲーム

2009年
- 鎮守神は過去から巫女は未来へ
- MELT×TRIANGLE 1・2
- SCRAMBLE・HEARTS　前編・後編

### soft house seal +
PCゲームのアプリ移植レーベル。EAADXへ名称変更後、再度APPLICOT DXに名称変更。

### APPLICOT
旧名称エロアニメアプリ(EAA)、sealレーベルタイトルは除外。
2004年
- 彼女の部屋
- HappyCampusLife
- 彼女の部屋2
- 深夜の陵辱 〜三人のターゲット〜

2005年
- 堕天使のように
- dreams after

2006年
- ☆おまかせ☆ハイブリットカフェ
- Ever Green
- まじかる☆はぁと
- SAORI
- Paranoid
- 凌辱超特急
- おしかけメイド姉妹
- 聖凌学園2年3組
- パッション
- ハルカナRU宇宙人♪
- ある夏の日の話
- 悪魔の囁き
- FERRET MISSION
- キリエ・エレイソン 〜触手マンセー〜
- オペ、始めました!
- いち、たす、いちは?

2007年
- Lost Roll Player
- 自転車de恋してる
- あの青い空で
- しすた-春風が舞う季節に-
- SNS 〜SOCIAL NET STALKER〜
- メガネ漬け
- 魁YRPドキュモ学園 Ep-2
- 獄
- FirstFoodFight!
- 瞬きの星
- ねこのこ
- サクラサク

2008年
- 夏影恋歌

2009年
- WhiteOut　前編・後編
- SweeperSisterS
- まいたま!
- ちゅーとりあるらいぶらり
- ちゅーとりあるらいぶらり二冊目
- 魁YRPドキュモ学園 Ep-3

2010年
- REGALIA　前編・後編
- 魔法の鏡のつかいかた　前編

2011年
- 魔法の鏡のつかいかた　後編

## オンラインゲームタイトル一覧

### アンノックアウト
- 【動画あり】枕アイドルハメまくりワロタｗ
- おっぱい戦争―にゅ～じぇねれ～しょ～ん―
- セックスロワイアル～強制和姦デスマッチ～
- Hな呪文★覚えました！～それよりパンツ下さい